# 武隆县 (浙江省)
武隆县，中国浙江杭州历史上的一个县名。为后来的杭州八县之一，杭州八都兵成员之一。后称唐山县、金昌县、横山县、吴昌县、昌化县。
武周萬歲通天元年（696年），析紫溪縣置，屬杭州。治所在今浙江省杭州市臨安區昌化鎮，以武隆山為名。聖曆三年（700年）省入紫溪縣，長安二年（702年）復置。唐朝神龍元年（705年），改為唐山縣。